# Chelone (botanica)
Chelone L. è un genere di piante della famiglia delle Plantaginacee che comprende specie erbacee perenni, native del Nord America.

## Tassonomia
Il genere comprende le seguenti specie:
- Chelone cuthbertii Small
- Chelone erwiniae (Pennell & Wherry) A.D.Nelson
- Chelone glabra L.
- Chelone lyonii Pursh
- Chelone obliqua L.
- Chelone speciosa Lodd. ex Bosse